# Guiné-Bissau nos Jogos Olímpicos de Verão da Juventude de 2010
Guiné-Bissau participou dos Jogos Olímpicos de Verão da Juventude de 2010 em Singapura. Sua delegação foi composta de quatro atletas que competiram em três esportes.

## Atletismo
| Evento          | Atleta               | Qualificação | Qualificação | Final     | Final        |
| Evento          | Atleta               | Resultado    | Posição      | Resultado | Posição      |
| --------------- | -------------------- | ------------ | ------------ | --------- | ------------ |
| 100 m masculino | Adelino Anca Nanjola | 12.62        | 35º (8º qA)  | 12.67     | 5º (Final E) |
| 100 m feminino  | Chalita Lopes        | 15.26        | 34º (7º qB)  | 15.03     | 6º (Final E) |

## Canoagem
| Evento                 | Atleta                 | Tomada de tempo | Tomada de tempo | 1ª rodada          | Repescagem         | Oitavas-de-final   | Quartas-de-final   | Semifinais         | Final              | Final        |
| Evento                 | Atleta                 | Resultado       | Pos.            | Oponente Resultado | Oponente Resultado | Oponente Resultado | Oponente Resultado | Oponente Resultado | Oponente Resultado | Pos. final   |
| ---------------------- | ---------------------- | --------------- | --------------- | ------------------ | ------------------ | ------------------ | ------------------ | ------------------ | ------------------ | ------------ |
| Velocidade K1 feminino | Beatriz Soares da Gama | Não largou      | --              | Não avançou        | Não avançou        | Não avançou        | Não avançou        | Não avançou        | Não avançou        | Não avançou  |
| Slalom K1 feminino     | Beatriz Soares da Gama | Não competiu    | Não competiu    | Não competiu       | Não competiu       | Não competiu       | Não competiu       | Não competiu       | Não competiu       | Não competiu |

## Lutas
| Atleta          | Evento                    | Preliminares             | Preliminares               | Preliminares              | Preliminares | Disputa do 7º lugar    | Pos. final |
| Atleta          | Evento                    | 1ª rodada                | 2ª rodada                  | 3ª rodada                 | Pos.         | Oponente Resultado     | Pos. final |
| Atleta          | Evento                    | Oponente Resultado       | Oponente Resultado         | Oponente Resultado        | Pos.         | Oponente Resultado     | Pos. final |
| --------------- | ------------------------- | ------------------------ | -------------------------- | ------------------------- | ------------ | ---------------------- | ---------- |
| Amadeus Pereira | Livre até 63 kg masculino | USA Quinton Murphy D 0-4 | TJK Bakhodur Kadirov D 0-3 | ALG Mohamed Boudraa D 1-3 | 4º           | AUS Haris Fazlic V 3-1 | 7º         |